# Phoneyusa antilope
Phoneyusa antilope é uma espécie de aranha pertencente à família Theraphosidae (tarântulas).